# Калиманци (Виница)
Калиманци (мкд. Калиманци) су насеље у Северној Македонији, у источном делу државе. Калиманци су у саставу општине Виница. У његовој близини налази се и вештачко Калиманско језеро.

## Географија
Калиманци су смештени у источном делу Северне Македоније. Од најближег града, Кочана, насеље је удаљено 20 km источно.
Насеље Калиманци се налази на северозадним падинама планине Голак. Северно од насеља се пружа клисура реке Брегалнице, која је на овом месту преграђена и ту је образовано вештачко Калиманско језеро. Насеље је положено на приближно 840 метара надморске висине.
Месна клима је планинска због знатне надморске висине.

## Историја
По статистици секретара Бугарске егзархије, 1905. године Калиманци су национално мешовито село са 475 Турака и 175 православних Словена.

## Становништво
Калиманци су према последњем попису из 2002. године имали 239 становника.
Претежно становништво у насељу су етнички Македонци (100%).
Већинска вероисповест месног становништва је православље.